# Dipelicus acutus
Dipelicus acutus är en skalbaggsart som beskrevs av Silvestre 2006. Dipelicus acutus ingår i släktet Dipelicus och familjen Dynastidae. Inga underarter finns listade i Catalogue of Life.